# Agathis
Agathis Salisb., 1807 è un genere di piante della famiglia Araucariaceae che comprende 22 specie di alberi sempreverdi, caratterizzati da tronco molto grosso e scarsi rami nella parte bassa. È limitato all'Oceania e all'Asia sud-orientale (Malaysia, Indonesia, Filippine).

## Descrizione

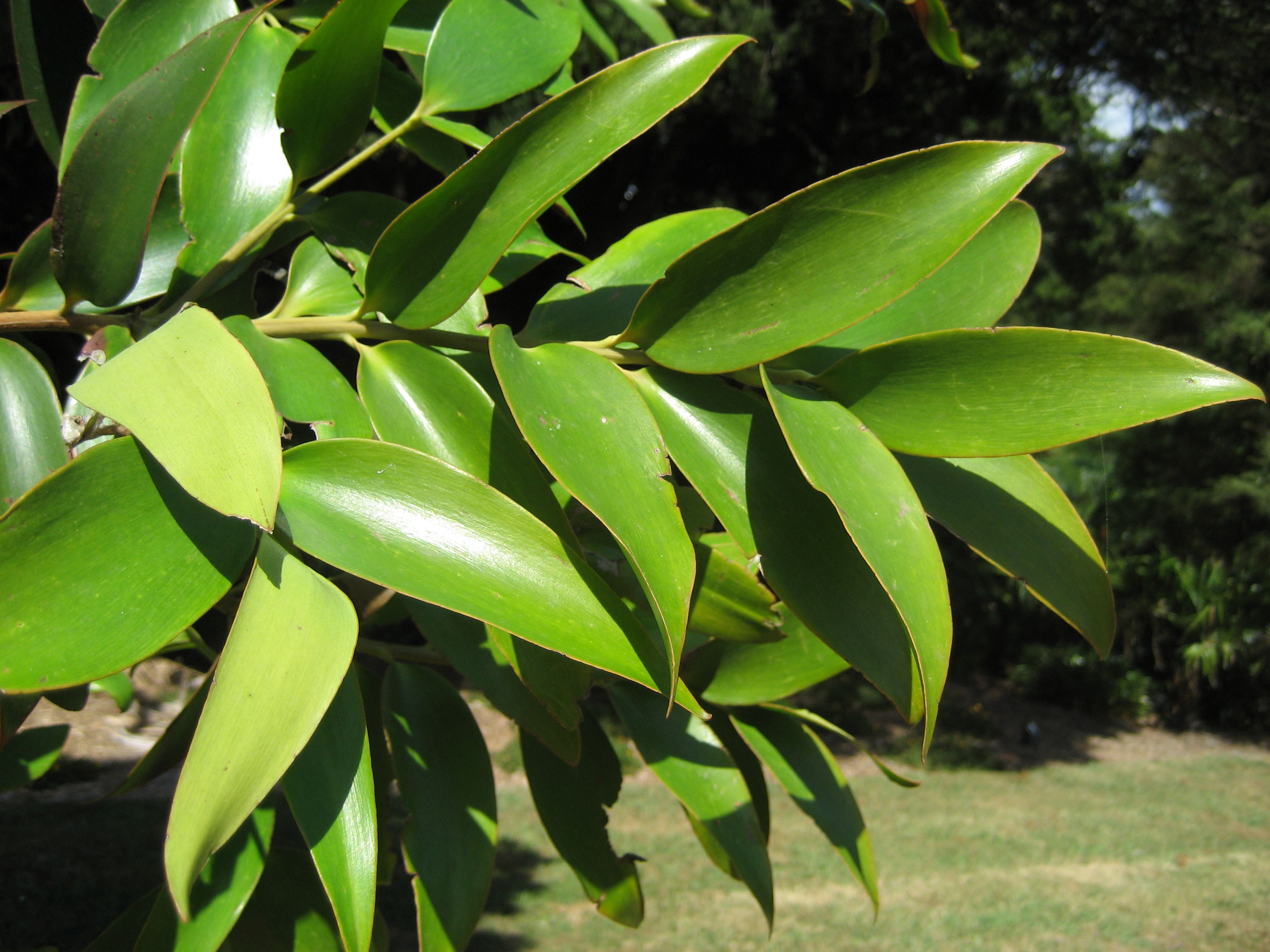
Foglie di Agathis robusta

Gli alberi maturi hanno tipicamente un tronco molto robusto, privo di rami nella parte inferiore. Le piante giovani hanno invece un portamento conico.
La corteccia è grigia o grigio-rossastra, liscia, con piccole scaglie.
Le foglie sono opposte, lineare o ellittiche.
I frutti sono coni che si sfaldano a maturità. I semi ovali sono muniti di due ali, spesso asimmetriche, e vengono dispersi dal vento.

## Tassonomia
Comprende le seguenti specie:
- Agathis alba (Lam.) Foxw.

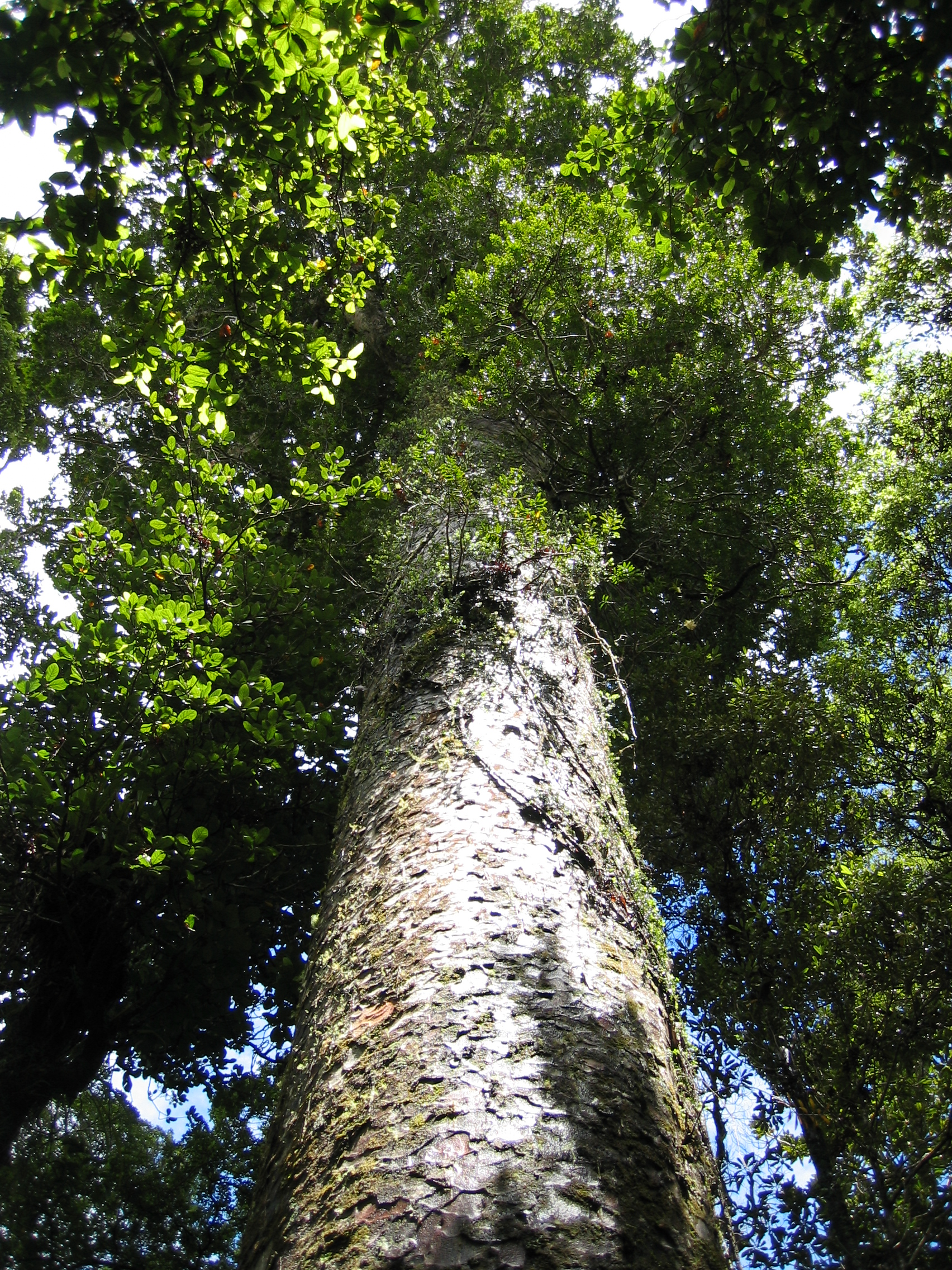
Esemplare di Agathis australis nella foresta di Waipua

- Agathis atropurpurea Hyland - Kauri nero o Kauri blu, Queensland, Australia
- Agathis australis (D.Don) Lindl. - Kauri della Nuova Zelanda
- Agathis borneensis Warb. - Malaysia occidentale, Borneo
- Agathis corbassonii de Laub. - Kauri rosso, Nuova Caledonia
- Agathis dammara (Lamb.) Rich. & A.Rich. (sin. A. celebica) - Dammar o Bindang, Malesia, Borneo, Molucche, Filippine
- Agathis endertii Meijer Drees - Borneo
- Agathis flavescens Ridl. - Borneo
- Agathis kinabaluensis de Laub. - Borneo
- Agathis labillardieri Warb. - Nuova Guinea
- Agathis lanceolata Warb. - Nuova Caledonia
- Agathis lenticula de Laub. - Borneo
- Agathis macrophylla (Lindl.) Mast. (sin. A. vitiensis) - Dakua, Figi, Vanuatu e Isole Salomone
- Agathis microstachya J.F.Bailey & C.T.White - Queensland, Australia
- Agathis montana de Laub. - Nuova Caledonia
- Agathis moorei (Lindl.) Mast. - Kauri Bianco, Nuova Caledonia
- Agathis orbicula de Laub. - Borneo
- Agathis ovata (C.Moore ex Vieill.) Warb. - Nuova Caledonia
- Agathis philippensis Warb. - Filippine, Sulawesi
- Agathis robusta (C.Moore ex F.Muell.) F.M.Bailey - Australia e Nuova Guinea
- Agathis silbae de Laub. - Vanuatu
- Agathis spathulata de Laub. - Nuova Guinea